# إيف-فرانسوا بلانشيه
إيف-فرانسوا بلانشيه (بالفرنسية: Yves-François Blanchet)‏ هو سياسي كندي، ولد في 16 أبريل 1965 في درومونفيل في كندا. نشط حزبياً في الحزب الكيبيكي والكتلة الكيبيكية. وقد انتخب عضو مجلس العموم الكندي (21 أكتوبر 2019 – ) وفي 2019 Bloc Québécois leadership election ‏، انتخب زعيم حزب الكتلة الكيبيكية (17 يناير 2019 – ) وانتخب عضو الجمعية الوطنية في كيبك ‏ (8 ديسمبر 2008 – 7 أبريل 2014).